# Cercartetus lepidus
Cercartetus lepidus är en pungdjursart som först beskrevs av Oldfield Thomas 1888. Cercartetus lepidus ingår i släktet sovarpungmöss och familjen dvärgpungsovare. Inga underarter finns listade.
Artepitet i det vetenskapliga namnet är bildat av det gammalgrekiska ordet lepis (fjäll). Det syftar på fjällen som är synliga vid svansens spets.

## Utseende
Honor är med en genomsnittlig kroppslängd (huvud och bål) av 71,3 mm, en svanslängd av omkring 67,8 mm och en genomsnittlig vikt av 9,0 g lite större än hannar. Hannar är i genomsnitt 70,4 mm långa (huvud och bål) har en cirka 64,2 mm lång svans och väger i genomsnitt 8,4 g. Arten är så minst i släktet sovarpungmöss. Det koniska huvudet kännetecknas av långa och mörka morrhår, av framåt riktade ögon samt av stora och tunna öron. De få håren på öronen är nästan osynliga och öronen kan vikas för en bättre anpassning till lufttemperaturens variation. Typiskt är även en mörk men otydlig avgränsad ring kring varje öga. Liksom hos andra släktmedlemmar kan svansen användas som gripverktyg. I den del av svansen som ligger närmast bålen lagrar Cercartetus lepidus fett. Samma del är täckt av tät päls men mot svansspetsen blir hårtäcket glesare. På kroppens ovansida har pälsen allmänt en ljusbrun färg med inslag av gult och undersidan är täckt av ljusgrå päls.
Artens tandformel är I 3/1, C 1/0, P 3/4, M 4/4, alltså 40 tänder i hela tanduppsättningen. Hos honor förekommer en väl utvecklad pung (marsupium) med öppningen framåt. Innanför pungen ligger fyra spenar.

## Utbredning
Pungdjuret förekommer i södra Australien, på Tasmanien och på Kangaroo Island. Habitatet utgörs av skogar och buskmarker.

## Ekologi
Några exemplar hade bon som var byggda av växtfiber från bark. Nästet var kupolformig och gömd i trädens håligheter eller under trädstubbar. Andra individer ockuperade övergivna bon av vitögd honungsfågel. I magsäcken av vilt levande exemplar hittades rester av insekter samt nektar och pollen från olika växter som arter av banksiasläktet, arter av eukalyptussläktet, Leptospermum coriaceum och Astroloma conostephioides. Exemplar i fångenskap matades dessutom framgångsrik med spindlar, små ödlor, honung och äpplen. Detta pungdjur intar ett stelt tillstånd (torpor) vid långa temperaturer. Vid dessa tillfällen sjunker kroppstemperaturen och upptagningen av syre motsvarar en procent av normalvärdet.
Individerna är nattaktiva och de klättrar främst i växtligheten. Antagligen kan honor på fastlandet vara brunstiga oberoende av årstiden. Däremot registrerades de flesta födslar under senvintern och våren. På Tasmanien dokumenterades födslar mellan våren och sommaren. Per kull föds upp till fyra ungar och en hona kan ha upp till åtta ungar per år. Ungarna stannar cirka 42 dagar i moderns pung och efter ungefär 90 dagar är ungarna självständiga.
Arten har flera naturliga fiender som skrattkokaburra, masktornuggla, tamkatt, tasmansk djävul, Dasyurus maculatus, Dasyurus viverrinus samt tigerorm och en underart av nyazeelandspökuggla.

## Bevarandestatus
Lokalt kan bränder och skogsavverkningar vara ett hot mot beståndet. Hela populationen antas vara stabil. IUCN kategoriserar arten globalt som livskraftig.